# 核 (代数学)
数学において、準同型の核（かく、英: kernel）とは、その準同型の単射からのずれの度合いを測る道具である。代数系における準同型の核が "自明" (trivial) であることとその準同型が単射であることとが同値となる。

## 定義
考える構造により多少の差異はあるが、（圏論を使わない）集合と写像の言葉の範疇では概ね、基点 (base point) と呼ばれる特定の元を構造として持つ場合と持たない場合の二種に大別できる（ここでは、正確には基点のみからなる一元集合が圏論的な意味で零対象となるようなものを与える必要がある）。

### 基点を持たない構造の場合
A, B を同種の構造をもつ集合とし、f : A → B を構造を保つ準同型とする。このとき、準同型 f の核 Ker(f) は
{\displaystyle \operatorname {Ker} f:=\{(a_{1},a_{2})\in A\times A\mid f(a_{1})=f(a_{2})\}}
で定義される A × A の部分集合である。したがって、Ker(f) は始域の集合 A における二項関係を定める。この関係は（構造と両立する）同値関係になる。核 Ker(f) が自明であるとは Ker(f) = Δ(A) なることをいう。ここで、Δ(A) は対角線集合 {(a, a) | a ∈ A} である。これは Ker(f) が定める A の二項関係は恒等関係 (equality) であるというのと同じことである。

### 基点を持つ構造の場合
(A, ∗A), (B, ∗B) を基点を持つ同種の構造をもつ集合とし、f : A → B, f(∗A) = ∗B を構造を保つ準同型とする。このとき、準同型 f の核 Ker(f) は終域 B の基点 ∗B の原像、つまり
{\displaystyle \operatorname {Ker} f:=\{a\in A\mid f(a)=*_{B}\}}
で定義される始域 A の部分集合である。Ker(f) は A の基点 ∗A を常に含むが、逆にKer(f) が唯一つの元 ∗A のみからなる集合 {∗A} に一致するとき、核 Ker(f) は自明であるという。

### 二つの定義の関係
基点を持つ多くの代数系では、構造は等質性をもち、それゆえに、この第二の定義による核は、第一の定義における核の定める同値関係と同じ関係を定義する。特に、核が第二の定義の意味で自明であれば第一の定義の意味でも自明であり、核が自明な準同型は単射となる。
このような意味で、第二の定義は第一の定義の特別な場合である、あるいは逆に第二の定義の一般化として第一の定義があるということができる。これらの定義は核について、
- 第一の定義においては、それが同値関係を定めることと、
- 第二の定義においては、それが始域や終域におけると同様の構造をもつ集合であることが、

それぞれに扱いやすい特性を示している。

## 例

### 群の準同型
G, H を群とし、G, H の単位元をそれぞれ eG, eH とする。このとき、群を単位元を基点として持つ代数系とみなすことができて、群準同型 f: G → H に対して
{\displaystyle \operatorname {Ker} f=\{g\in G\mid f(g)=e_{H}\}}
となる。これは G の部分群、とくに正規部分群になることが確かめられる。
ここで、始域 G における関係を g1 ∼ g2 となるのは g1−1g2 ∈ Ker(f) となるとき、かつそのときに限るものと定義する。これは Ker(f) が G の部分群ゆえ同値関係を与える。このとき、g1−1g2 ∈ Ker(f) と f(g1)−1f(g2) = f(g1−1g2) = eH とが同値ゆえに g1 ∼ g2 となるのは f(g1) = f(g2) となるとき、かつそのときに限ると言い換えることができ、結局この関係は G × G の部分集合  
{\displaystyle K:=\{(g_{1},g_{2})\in G\times G\mid f(g_{1})=f(g_{2})\}}
の定める関係と同じものであることが確かめられる。また、Ker(f) = {eG} となる意味で自明であるならば、g1 ∼ g2 は g1 = g2 と同値であるから、集合 K が定める関係としても自明である。 

### 環と加群の準同型
R, S を環とする。環は零元を基点に持つ代数系であり、0R, 0S をそれぞれ R, S の零元とすれば、環準同型 f: R → S の核は
{\displaystyle \operatorname {Ker} f:=\{r\in R\mid f(r)=0_{S}\}}
となる。これは始域 R の部分環であり、さらに R のイデアルとなる。
環を加法についてみれば可換群であるから、群準同型について述べたことは加法についてはそのまま通用する。したがって、f: R → S の核 Ker(f) が Ker(f) = {0R} を満たすことと f は単射であることとは同値である。
同様に、M, N を R-加群とすれば、それぞれの零元 0M, 0N を基点として、R-加群の準同型（R-線型写像）f: M → N に対し、
{\displaystyle \operatorname {Ker} f:=\{m\in M\mid f(m)=0_{N}\}}
が f の核となる。やはり Ker(f) は始域 M の 部分 R-加群である。ここでも核が自明なこととその準同型が単射であることとが同値となる。なお、体上の加群であるベクトル空間の核については零空間も参照されたい。

### 半群準同型
S, T を半群とし、f: S → T を半群の準同型とすると f の核は
{\displaystyle \operatorname {Ker} f:=\{(s_{1},s_{2})\in S\times S\mid f(s_{1})=f(s_{2})\}}
で与えられる。

## 準同型定理
準同型 h: S → T に対し、始域 S を核 Ker(h)（の定める同値関係）で割った集合 S/Ker(h) には自然に商構造が入る。これを Coim(h) と書いて、準同型 h の余像（よぞう、Coimage）と呼ぶ。
準同型 h: S → T の余像 Coim(h) は h の像 Im(h) = h(S) と同型であるという命題を準同型定理という。S, T が群、環、環上の加群などのときには確かに準同型定理が成り立つ。